# El Palmar Estación el Palmar
El Palmar Estación el Palmar är en ort i Mexiko.   Den ligger i kommunen Emiliano Zapata och delstaten Veracruz, i den sydöstra delen av landet, 250 km öster om huvudstaden Mexico City. El Palmar Estación el Palmar ligger 727 meter över havet och antalet invånare är 417.
Terrängen runt El Palmar Estación el Palmar är kuperad. Runt El Palmar Estación el Palmar är det ganska glesbefolkat, med 45 invånare per kvadratkilometer. Närmaste större samhälle är Colonia Santa Bárbara, 17,7 km nordväst om El Palmar Estación el Palmar. I omgivningarna runt El Palmar Estación el Palmar växer huvudsakligen savannskog.